# شرکت تلفن راه‌دور فیلیپین
شرکت تلفن راه‌دور فیلیپین (به انگلیسی: Philippine Long Distance Telephone Compan) شرکت مخابرات فیلیپینی است، که در زمینه ارائه شبکه تلفن همراه، خطوط تلفن ثابت و ماهواره مخابراتی، خدمات فناوری اطلاعات و توزیع برق فعالیت می‌کند.
شرکت تلفن راه‌دور فیلیپین در سال ۱۹۲۸ از ادغام ۴ شرکت تلفن فیلیپینی، تحت مدیریت شرکت آمریکایی جی‌تی‌ای، توسط دولت فیلیپین در شهر مانیل تأسیس شد. این شرکت در حال حاضر بزرگترین شرکت مخابراتی در کشور فیلیپین می‌باشد.
دفتر مرکزی این شرکت در شهر ماکاتی، فیلیپین قرار دارد و بخشی از سهام آن در بازار بورس نیویورک و بورس اوراق بهادار فیلیپین معامله می‌شود.